# Eucereon tripunctatum
Eucereon tripunctatum är en fjärilsart som beskrevs av Druce 1884. Eucereon tripunctatum ingår i släktet Eucereon och familjen björnspinnare. Inga underarter finns listade i Catalogue of Life.